# Upper Astrop
Upper Astrop är en by i Northamptonshire i England. Byn är belägen 8 km 
från Brackley. Orten har 21 invånare (2009).